# Yeison Tolosa
Yeison Andrés Tolosa Castro (Santiago de Cali, Valle del Cauca, Colombia, 12 de junio de 1999) es un futbolista colombiano. Juega de volante ofensivo y actualmente milita en el San Francisco de la Primera División de Panamá.

## Trayectoria

### Deportivo Cali
Empezó  con Nicolás Benedetti en la Escuela Carlos Sarmiento Lora, donde hizo sus inicios como futbolista. Fue adquirido por el Deportivo Cali en donde debutó como profesional el 22 de marzo de 2017 en un partido por la Copa Colombia 2017 donde ganarían 3 por 0 sobre el Atlético Fútbol Club en el que ingresó al minuto 55 por Nicolás Benedetti.
En septiembre de 2017 tuvo pruebas por 15 días en las divisiones menores del FC Barcelona B después de ser visto por unos de los cazatalentos de la masía en Sudamérica.

## Selección nacional

### Participaciones en juveniles
| Competición                            | Sede         | Resultado   | Partidos | Goles |
| -------------------------------------- | ------------ | ----------- | -------- | ----- |
| Juegos Centroamericanos y del Caribe   | Barranquilla | Campeón     | 4        | 0     |
| Campeonato Sudamericano Sub-20 de 2017 | Chile        | Clasificado | 8        | 0     |

## Clubes
| Club                 | País     | Año             |
| -------------------- | -------- | --------------- |
| Deportivo Cali       | Colombia | 2017 - 2019     |
| Atlético Bucaramanga | Colombia | 2020            |
| Deportivo Cali       | Colombia | 2021 - 2022     |
| Deportivo Pasto      | Colombia | 2022 - 2023     |
| Boyacá Chico         | Colombia | 2024            |
| San Francisco FC     | Panamá   | 2025 - Presente |

## Estadísticas
| Club                      | Div                 | Temporada           | Liga  | Liga  | Copa Nacional | Copa Nacional | Torneos Internacionales | Torneos Internacionales | Total | Total |
| Club                      | Div                 | Temporada           | Part. | Goles | Part.         | Goles         | Part.                   | Goles                   | Part. | Goles |
| ------------------------- | ------------------- | ------------------- | ----- | ----- | ------------- | ------------- | ----------------------- | ----------------------- | ----- | ----- |
| Deportivo Cali · Colombia | 1ª                  | 2017                | 0     | 0     | 1             | 0             | -                       | -                       | 1     | 0     |
| Deportivo Cali · Colombia | 1ª                  | 2018                | 1     | 0     | 2             | 0             | 0                       | 0                       | 3     | 0     |
| Deportivo Cali · Colombia | 1ª                  | 2019                | 7     | 0     | 1             | 0             | 2                       | 0                       | 10    | 0     |
| Deportivo Cali · Colombia | Total               | Total               | 8     | 0     | 4             | 0             | 2                       | 0                       | 14    | 0     |
| Total en su carrera       | Total en su carrera | Total en su carrera | 8     | 0     | 4             | 0             | 2                       | 0                       | 14    | 0     |

## Palmarés

### Campeonatos nacionales
| Título              | Club           | País     | Año  |
| ------------------- | -------------- | -------- | ---- |
| Torneo Finalización | Deportivo Cali | Colombia | 2021 |

### Juegos Centroamericanos y del Caribe
| Título           | Club                         | País     | Año  |
| ---------------- | ---------------------------- | -------- | ---- |
| Fútbol masculino | Selección de Colombia sub-21 | Colombia | 2018 |